# Tina Enström
Tina Linnéa Enström, född 23 februari 1991, är en svensk före detta hockeyspelare som spelat för Djurgården Hockey Dam. Hon har tidigare spelat i Linköpings HC och Modo Hockey. Enström är forward och deltog 2010 i Sveriges lag i vinter-OS.
I sitt klubblag Modo var hon en av de tongivande spelarna. I december 2013 toppade hon interna poängligan med 32 poäng på 17 matcher. Enström har två internationella bronsmedaljer, 2007 med seniorlandslaget och 2009 med juniorlandslaget. Hon deltog i det svenska landslaget vid 2010 års vinter-OS i Vancouver. Däremot tackade hon och till medverkan i landslaget vid 2014 års OS i Sotji, i samband med en kontrovers mellan henne och förbundskaptenen. Vid Sotji-OS saknades även flera andra (tidigare) landslagsstjärnor.
Tina Enströms äldste bror Tobias Enström, Winnipeg Jets (tidigare Atlanta Thrashers), var också med i OS-truppen i Vancouver. Mellanbrodern Tommy Enström, Frisk Asker (tidigare i Rögle BK). Tredje brodern Thomas Enström spelar numera (2013/2014) i Örebro (tidigare Modo Hockey). Den enda i den fem barn stora syskonskaran som inte spelar hockey är äldsta systern Therese.

## Mästerskapsmeriter
VM
- 2007: 3:a
- 2008: 5:a
- 2009: 4:a

JVM
- 2009: 3:a

## Källhänvisningar
1. 1 2 3 4  ”Tina Enström”. Eliteprospects.com. https://www.eliteprospects.com/player/366228/tina-enstrom. Läst 22 september 2019.
2. ↑  Radiosporten (2010-01-13): "Profil: Tina Enström, ishockey". SR.se. Läst 12 juni 2014.
3. 1 2 3 4  "Stor spricka i Damkronorna". Aftonbladet.se. Läst 12 juni 2014.